# Velcí klavíristé 20. století
Velcí klavíristé 20. století (anglicky Great Pianists of the 20th Century) byla prestižní edice 200diskového boxu vydavatelství Philips Records z roku 1999, sponzorovaná klavírní společnosti Steinway & Sons.
Box rozdělený do 100 dvoudiskových svazků představoval 72 pianistů z 20. století. Každé balení obsahovalo booklet věnovaný životu a dílu představovaného interpreta. Hudební rozsah zahrnoval tvorbu různých skladatelů od baroka až po současnou hudbu. Vydání bylo výsledkem spolupráce Philipsu, jenž měl přístup do katalogu Polygram Records, s dalšími vydavatelstvími, zejména EMI Classics, ale i Warner Classics nebo Sony Classics.
Většině klavíristů byl věnován jeden set, šestnáct z nich si vysloužilo dva sety a sedm dokonce tři sety. Byli to Claudio Arrau, Alfred Brendel, Emil Gilels, Vladimir Horowitz, Wilhelm Kempff, Svjatoslav Richter a Arthur Rubinstein.
Německé vydání (a možná i další) obsahovalo bonusové CD věnované rumunské pianistce Claře Haskilové s 5 kompaktními disky věnovanými jejím nahrávkám.

## Seznam setů
Každý set obsahuje 2 CD (v abecedním řazení):
1. Géza Anda
2. Martha Argerichová
3. Martha Argerichová II
4. Claudio Arrau
5. Claudio Arrau II
6. Claudio Arrau III
7. Vladimir Ashkenazy
8. Wilhelm Backhaus
9. Daniel Barenboim
10. Jorge Bolet
11. Jorge Bolet II
12. Alfred Brendel
13. Alfred Brendel II
14. Alfred Brendel III
15. Lyubov Bruk a Mark Taimanov
16. Robert Casadesus
17. Šura Čerkasskij
18. Šura Čerkasskij II
19. Van Cliburn
20. Alfred Cortot
21. Alfred Cortot II
22. Clifford Curzon
23. György Cziffra
24. Christoph Eschenbach
25. Edwin Fischer
26. Edwin Fischer II
27. Leon Fleisher
28. Samson François
29. Nelson Freire
30. Ignaz Friedman
31. Andrej Gavrilov
32. Walter Gieseking
33. Walter Gieseking II
34. Emil Gilels
35. Emil Gilels II
36. Emil Gilels III
37. Grigory Ginsburg
38. Leopold Godowsky
39. Glenn Gould
40. Friedrich Gulda
41. Friedrich Gulda II
42. Ingrid Haeblerová
43. Clara Haskil
44. Clara Haskil II
45. Myra Hessová
46. Josef Hofmann
47. Vladimir Horowitz
48. Vladimir Horowitz II
49. Vladimir Horowitz III
50. Byron Janis
51. Byron Janis II
52. William Kapell
53. Julius Katchen
54. Julius Katchen II
55. Wilhelm Kempff
56. Wilhelm Kempff II
57. Wilhelm Kempff III
58. Jevgenij Kissin
59. Zoltán Kocsis
60. Stephen Kovacevich
61. Stephen Kovacevich II
62. Alicia de Larrocha
63. Alicia de Larrocha II
64. Josef a Rosina Lhévinne
65. Dinu Lipatti
66. Radu Lupu
67. Nikita Magaloff
68. Arturo Benedetti Michelangeli
69. Arturo Benedetti Michelangeli II
70. Benno Moiseiwitsch
71. Ivan Moravec
72. John Ogdon
73. John Ogdon II
74. Ignacy Jan Paderewski
75. Murray Perahia
76. Maria João Pires
77. Michail Pletněv
78. Maurizio Pollini
79. Maurizio Pollini II
80. André Previn
81. Sergej Rachmaninov
82. Svjatoslav Richter
83. Svjatoslav Richter II
84. Svjatoslav Richter III
85. Arthur Rubinstein
86. Arthur Rubinstein II
87. Arthur Rubinstein III
88. András Schiff
89. Artur Schnabel
90. Rudolf Serkin
91. Vladimir Sofronickij
92. Solomon Cutner
93. Rosalyn Turecková
94. Rosalyn Turecková II
95. Mitsuko Uchida
96. Andre Watts
97. Alexis Weissenberg
98. Earl Wild
99. Marija Judina
100. Krystian Zimerman